# Жива сила (фізика)
Жива́ си́ла (лат. Vis viva, нім. lebendige Kraft) — історична назва кінетичної енергії. Вперше назва введена Лейбніцем.
Спочатку найменування «жива сила» було дано Лейбніцем для добутку маси тіла на квадрат його швидкості. Згодом Гюстав Коріоліс вніс до визначення терміна поправку, означивши його, як добуток половини маси тіла на квадрат його швидкості, хоча іноді визначення живої сили з множником «½» зустрічалося й раніше (наприклад, в статтях Д. Бернуллі). В результаті термін набув той же зміст, що і сучасний термін «кінетична енергія».
В аналітичній механіці вісімнадцятого століття жива сила, яка бралася рівною {\displaystyle mv^{2}}, розглядалася головним чином тільки як корисний математичний артефакт. Ситуація глибоко змінилася під впливом індустріалізації, пов'язаної з широким застосуванням парових машин. Тоді виник великий практичний інтерес до механічної роботи, виробленої двигунами. Виходячи з того зв'язку, що існує між механічною роботою і величиною {\displaystyle {\frac {1}{2}}mv^{2}}, Коріоліс запропонував називати живою силою саме цю величину. Коментуючи такий підхід, Коріоліс писав: «Якщо раніше найменування жива сила давалося добутку маси на квадрат швидкості, то це було тому, що не приділялося уваги роботі».